# 병부
병부(兵部)는 전근대 중국 및 한국의 행정부서인 6부에서 국방을 담당하던 부서로, 오늘날의 국방부에 해당하는 부서이다. 부서의 장관은 병부상서이다.

## 역사
병부는 수당시대에 설립된 6개 부서 중 하나로 군무원 선발, 병적 등록, 병기, 병령 등을 관장한다. 장관은 최고 관료였고, 서기는 두 번째 관료였다.
청나라 말까지 이 부서는 여러 왕조에 걸쳐 존재하였으나 기능과 권력은 같지 않았다. 송, 요, 금, 원 등의 왕조는 군대의 특별한 구성으로 인해 병부가 존재하지 않았고 황제에게 직접 복종하는 추밀원으로 대체되었다. 명나라 때 정식 명칭은 '본병'이었고 그는 막강한 권력을 가졌다. 청나라 때는 팔기제가 시행되었고 각 기에는 군사력이 귀속되었다.
청나라 광서 32년(1906), 청 정부가 입헌정부를 모방하여 병부를 육군부로 변경하고 해군부를 추가한다고 선언하면서 병부는 폐지되었다.

## 한국 및 일본
중국 문화의 영향을 받았던 한반도의 고려에는 병부가 존재하고 병부판서가 해당 부서를 감독하였으며,  조선시대에는 병조로 개칭되어 병조판서가 해당 부서를 감독하였다. 일본에도 이와 유사한 기관으로 병부성이 존재하였다.

### 고려
- 공역서(供驛署) : 각 도의 역(驛)에 관한 일을 관장하던 관청.[1]
- 혜음원 : 개성의 동남방 지역에서 수도 개성으로 들어오는 혜음령에 별원(고려 시대 행궁)을 포함한 관사[2]
- 벽란정 : 예성강 하구에 있던 관사
- 상라산성 : 국경 지역에서 중국 사신의 접근을 수도 개성에 알리는 봉수대,[3] 사신의 관사[4]에 인접한 흑산도 산성

## 같이 보기
- 고려의 문화#항해술